# Tito Collevati
Antonio „Tito“ Collevati (* 4. Februar 1891 in Voghiera; † 25. Februar 1941 in Ferrara) war ein italienischer Turner.

## Leben und Karriere
Collevati turnte für den 1879 gegründeten Verein Palestra Ginnastica Ferrara ASD aus seiner oberitalienischen Heimatstadt Ferrara, der sich bei den nationalen Ausscheidungen um die Teilnahme an den Olympischen Sommerspielen 1908 in der britischen Hauptstadt London durchsetzen konnte und deshalb von der Federazione Ginnastica d’Italia (FGI) für die Spiele nominiert wurde. Er nahm schließlich im Juli 1908 als Mitglied der entsandten italienischen Turnriege unter Trainer Alfonso Manarini an den Olympischen Sommerspielen teil, mit insgesamt 316 von 480 möglichen Punkten beendete die Riege den Mannschaftsmehrkampf auf dem sechsten Rang unter acht teilnehmenden Nationen. Der Mehrkampf bestand aus einer bis zu 30 Minuten dauernden Gruppenübung nach dem schwedischen System. Der 29-köpfigen Riege gehörten außerdem Alfredo Accorsi, Umberto Agliorini, Nemo Agodi, Adriano Andreani, Vincenzo Blo, Giovanni Bonati, Pietro Borsetti, Flaminio Bottoni, Adamo Bozzani, Bruto Buozzi, Gastone Calabresi, Carlo Celada, Antonio Cotichini, Guido Cristofori, Stanislao Di Chiara, Giovanni Gasperini, Amedeo Marchi, Carlo Marchiandi, Ettore Massari, Roberto Nardini, Decio Pavani, Gaetano Preti, Gino Ravenna, Massimo Ridolfi, Ugo Savonuzzi, Gustavo Taddia, Giannetto Termanini und Gioacchino Vaccari an.